# Ralf Söderblom
Ralf Lennart Söderblom, född 16 november 1948 i Göteborgs Johannebergs församling, är en svensk före detta fotbollsspelare som representerade Gais i allsvenskan 1967–1968 och 1972–1973. Han spelade även för Västra Frölunda, Norrby IF och Skogens IF.

## Biografi
Söderblom kom från Gais U-lag och fick ett genombrott som vänsterytter 1967, då han gjorde 9 matcher och 1 mål. Året därpå spelade han emellertid blott två matcher för klubben, och 1969 skrev han i stället på för Västra Frölunda i division II. Efter tre år i Frölunda återvände han till Gais inför säsongen 1972, och han spelade denna säsong 21 av 22 matcher för klubben i allsvenskan (1 mål). Året därpå blev det emellertid bara 8 matcher (2 mål) innan han lämnade klubben. Därefter spelade han för Norrby IF innan han varvade ner i Skogens IF.
Sammanlagt spelade Söderblom 40 allsvenska matcher för Gais och gjorde fyra mål.